# Lasioglossum laevigatum
Lasioglossum laevigatum är en biart som först beskrevs av Kirby 1802.  Lasioglossum laevigatum ingår i släktet smalbin, och familjen vägbin. Inga underarter finns listade i Catalogue of Life.

## Bildgalleri

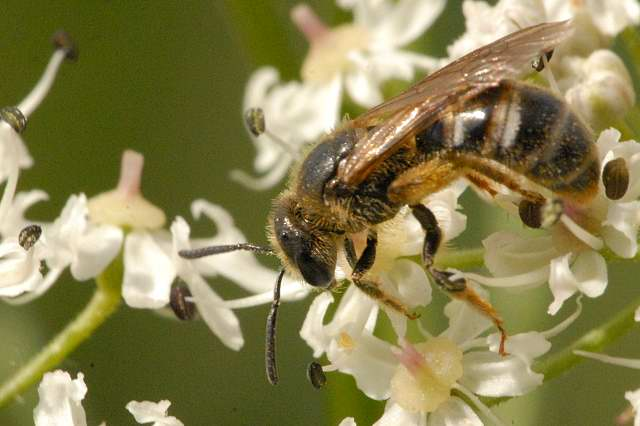